# Окура
Окура (яп. 大蔵村 Окура-мура) — село в Японии, находящееся в уезде Могами префектуры Ямагата. Площадь села составляет 211,59 км², население — 3493 человека (1 августа 2014), плотность населения — 16,51 чел./км².

## Географическое положение
Село расположено на острове Хонсю в префектуре Ямагата региона Тохоку. С ним граничат города Синдзё, Мураяма, Сагаэ, посёлки Фунагата, Сёнай, Нисикава и село Тодзава.

## Население
Население села составляет 3493 человека (1 августа 2014), а плотность — 16,51 чел./км². Изменение численности населения с 1980 по 2005 годы:
| 1980 | 5301 чел. |  |
| 1985 | 5203 чел. |  |
| 1990 | 4982 чел. |  |
| 1995 | 4863 чел. |  |
| 2000 | 4528 чел. |  |
| 2005 | 4226 чел. |  |

## Символика
Деревом села считается Fagus crenata, цветком — горечавка шероховатая, птицей — Syrmaticus soemmerringii.